# Chloorhydris
Chloorhydris (ook wel Chloorydris of Chlorydris) is een boosaardige tovenares en een van de vijanden van de Smurfen. Ze komt alleen in de tekenfilmserie voor. 
Ze haat de liefde en probeert die te vernietigen, maar dit lukt haar nooit. Soms probeert ze ook de Smurfen te vangen. Ze heeft ook een hekel aan Gargamel. Haar outfit bestaat vooral uit blauw. 
In de Nederlandse tekenfilmversie werd de stem van Chloorhydris ingesproken door Lucie de Lange.